# Zámutovské skaly
Zámutovské skaly je přírodní rezervace v oblasti Prešov.
Nachází se v katastrálním území obce Zámutov a Rudlov v okrese Vranov nad Topľou v Prešovském kraji. Území bylo vyhlášeno v roce 1980 na rozloze 30,67 ha. Ochranné pásmo nebylo stanoveno.